# Estação Poço
A Estação Poço é uma das estações do Sistema de Trens Urbanos de João Pessoa, situada em Cabedelo, entre a Estação Jacaré e a Estação Jardim Manguinhos.
Foi inaugurada em 25 de março de 1889. Localiza-se na Rua Heriberto de Souza. Atende o bairro de Recanto Poço.